# Rablóhal
A Rablóhal egy 1983-ban forgatott film, amelyet Francis Ford Coppola rendezett és írt S.E. Hinton novellája alapján, aki közreműködött a forgatókönyv írásán.
A film az oklahomai Tulson városában játszódik, és a Motoros fiú (Mickey Rourke), egy nagyrabecsült volt bandavezér, és az öccse, Rusty James (Matt Dillon) közötti viszonyra összpontosít. A főhős, Rusty James, egy kamasz banda vezére, akit édesanyja elhagyott és soha sem tudja majd kiérdemelni azt a tiszteletet, mint amilyen a bátyjáé. A fiú számára bátyja az egyetlen tekintély. Amikor testvére elutazik, Rusty kitaszítottnak érzi magát. A magányos, lázadó hős elindul az önpusztítás útján. Miután összeveszik barátnőjével, verekedésbe keveredik és megkéselik. Rusty bátyja visszatér, hogy jó útra térítse öccsét.
A Rablóhalat kifütyülték a New York Film Festivalon. A bevétele csak 2,5 millió dollár volt, jóval a becsült 10 millió dolláros költségvetése alatt.

## Szereplők
- Matt Dillon – Russell "Rusty" James
- Mickey Rourke – A motoros fiú (The Motorcycle Boy)
- Diane Lane – Patrice "Patty" Collins
- Vincent Spano – Steve
- Dennis Hopper – Apa
- Nicolas Cage – Smokey
- Laurence Fishburne – Midget
- Tom Waits – Benny
- Diana Scarwid – Cassandra
- William Smith – Patterson rendőr
- Chris Penn – B.J. Jackson
- Glenn Withrow – Biff Wilcox
- Sofia Coppola – Donna Collins (Patty huga)

## Filmzene

### Az album számai
1. "Don't Box Me In" 4:40
2. "Tulsa Tango" 3:42
3. "Our Mother Is Alive" 4:16
4. "Party at Someone Else's Place" 2:25
5. "Biff Gets Stomped by Rusty James" 2:27
6. "Brothers on Wheels" 4:20
7. "West Tulsa Story" 3:59
8. "Tulsa Rags" 1:39
9. "Father on the Stairs" 3:01
10. "Hostile Bridge to Benny's" 1:53
11. "Your Mother Is Not Crazy" 2:48
12. "Personal Midget/Cain's Ballroom" 5:55
13. "Motorboy's Fate" 2:03